# Affaire Roland Bondonny
L'affaire Roland Bondonny, connue également sous le nom d'affaire des chiens empoisonnés d'Égletons, est une affaire criminelle française dont les faits s'étendent de 1997 à 2004.

## Roland Bondonny
Roland Bondonny, né le 12 mai 1932 à Meymac (Corrèze) et mort le 2 février 2005 , est représentant en vins et un notable qui habitait dans la région d'Égletons au moment des faits. De par ses fonctions, il eut un pied-à-terre pendant plus de trente ans dans un hôtel à Fourmies, dans le Nord. 
Personnalité forte voire agressive, il fut accusé d'avoir empoisonné plus de 144 animaux de compagnie entre 1997 et 2001 (essentiellement des chiens de chasse qui ont ingéré du Carbofuran, un pesticide utilisé en agriculture), puis d'avoir commandité le meurtre de Marius Lac, un chasseur d'Égletons et gendarme à la retraite, tué le 25 août 2004 par Alain Bodchon, qui affirme qu'il avait agi selon ses instructions, mais sans intention de tuer.
Bondonny s'était constitué une zone de chasse privée très étendue et était en conflit avec les chasseurs de l'intercommunal.
Dans la nuit du 1er au 2 février 2005, la veille de l'ouverture du procès en appel dans l'affaire des chiens empoisonnés, Bondonny se suicide par pendaison dans sa cellule de prison, clamant son innocence et demandant à son avocat, dans une lettre qu'il lui a adressée, de continuer à défendre son innocence.

## Empoisonnements
Entre 1997 et le début de l'année 2000, près de 59 animaux de compagnie (chiens et chats) et animaux sauvages (moutons, renards, furets, hérissons) furent retrouvés morts, empoisonnés avec de la viande mélangée à un produit bleu mis sous forme de boulettes. La police et la gendarmerie d'Égletons, au cours de leurs investigations, découvrent que la piste conduit principalement dans la forêt et les bois d'Égletons. On y découvre des boulettes de viande imprégnées d'un produit toxique, le Carbofuran. Puis début 2001, des boulettes bleues, semblables à celles retrouvées sur les lieux où des cadavres d'animaux furent retrouvés, sont découvertes à la fois dans la cour d'école d'Égletons et dans les rues de la ville. Entre août 1998 et février 2001, ce sont plus de 144 animaux (en majorité des chiens de chasse, mais aussi des chats, des poules pondeuses, une brebis, des renards, des furets…) qui sont empoisonnés, dont la moitié a succombé, le poison agissant en 20 minutes si l'animal ne vomit pas. La rumeur commence à envahir la petite ville d'Égletons et désigne un coupable : Roland Bondonny, notable local et négociant en vins.
Roland Bondonny est perçu par ses pairs et par ses concitoyens comme quelqu'un de respecté et de serviable, qui assiste au conseil municipal et s'implique dans l'équipe de rugby d'Égletons, mais c'est aussi un homme qui inspire la crainte dans la commune. Il apparaît dans l'enquête qu'il y a certaines rivalités au sein des chasseurs de la région ; en effet Roland Bondonny empiéterait sur le terrain d'autres chasseurs, ce qui expliquerait un possible esprit de vengeance de sa part.
Au cours de l'enquête, des témoins affirment avoir croisé une Renault Express blanche (dont une partie de la plaque d'immatriculation comporte RM 19) passer dans la bourgade juste avant la mort des animaux. Après vérification de toutes les Renault Express de couleur blanche immatriculées en Corrèze et comportant les lettres RM 19, la police appréhende Roland Bondonny, propriétaire d'une Express blanche ; en février 2001, il porte plainte à la gendarmerie au sujet de sa chienne Majesté qui a été empoisonnée et qu'il a installée à l'arrière de son Express pour l'emmener chez le vétérinaire. Lorsqu'il est placé en garde à vue, les gendarmes retrouvent du produit toxique semblable à celui utilisé pour tuer les animaux à l'avant de son véhicule perquisitionné (à neuf endroits différents).
Au bout de deux années d'enquête, le procès de Roland Bondonny s'ouvre en juin 2003, mais celui-ci est suspendu car il est victime d'un accident, étant curieusement renversé par une camionnette sur le parking de son hôtel ; l'accusation voit dans cet accident une manœuvre pour échapper au procès.

## Procès
En octobre 2003, s'ouvre de nouveau le procès de Roland Bondonny, qui est cette fois bien présent. Seuls deux témoins témoignent devant la cour, dont un ancien gendarme, Marius Lac, qui ne ressent aucune crainte à l'encontre de Bondonny. Ce dernier a empoisonné tous ses animaux car il voulait récupérer des parcelles de terrain pour sa société de chasse concurrente à celle de Marius Lac. Au bout des deux jours de procès les 21 et 22 octobre, le tribunal correctionnel de Tulle condamne Bondonny à deux années de prison dont un an avec sursis pour cruauté envers les animaux et 111 613 € de dommages et intérêts à payer aux 140 parties civiles. Roland Bondonny fait appel de son procès.

## Meurtre de Marius Lac
Entre-temps, le 25 août 2004, Marius Lac est retrouvé mort chez lui dans son garage. Des témoins affirment avoir vu une Alfa Romeo rouge et un homme sur un vélo vert passer dans la commune, et plus particulièrement près de la maison de Marius. Au moment de sa mort, Roland Bondonny ne se trouvait pas dans la région d'Égletons. En menant leur enquête, les gendarmes trouvent une feuille partiellement brûlée près du corps de la victime ; écrits dessus, des noms de villes avec les noms et numéros de téléphone de Bondonny. La liste fait immédiatement penser à un trajet routier et les enquêteurs en déduisent que le meurtrier n'est pas de la région.
Ils placent alors sur écoute Roland Bondonny et interceptent plusieurs conversations entre ce dernier et un certain Alain Bodchon, homme qui s'occupe du bar dans le restaurant Le Manhattan de son fils, à Fourmies. Le contenu des conversations sème le doute dans l'esprit des gendarmes, qui décident de se rendre dans le Nord pour rencontrer et interroger cet Alain Bodchon, connaissance de Bondonny, ce dernier étant un homme riche qui possède un fort ascendant sur les autres. Il est immédiatement arrêté et avoue le meurtre de Marius Lac. Il livre le nom du « commanditaire » du meurtre, Roland Bondonny.
Il explique que Roland Bondonny l'a engagé pour tuer Marius Lac (Bodchon croit néanmoins que Bondonny lui a dit de l'intimider). Il est donc parti de Fourmies dans le Nord pour se rendre dans la Corrèze avec son vélo vert installé dans le coffre d'une Alfa Roméo rouge, prêtée par un ami. Au cours du trajet il est pris de doute, hésite à faire ce que Bondonny lui a dit de faire, mais se résout finalement à aller chez Marius Lac.
Bodchon eut des difficultés à trouver la maison et demanda à plusieurs reprises à des voisins et aux habitants de la bourgade où elle se situait. En fin d'après-midi, il enfourche son vélo vert et se rend chez sa victime ; il lui explique qu'il est intéressé par son 4x4. Bodchon et Lac rentrent dans la maison pour aller chercher les papiers du véhicule, mais Marius Lac se rend compte qu'il a oublié son portable dans sa voiture. Il se rend au garage suivi d'Alain Bodchon. À ce moment-là, Bodchon perd pied, veut frapper Marius Lac mais rate son coup. Marius, ayant compris ce qui lui arrive, lui demande s'il est « un fumier qui vient du Nord ». Bodchon est donc découvert et s'aperçoit que Marius a sans doute compris qu'il avait un lien avec Roland Bondonny. Dans son témoignage, il dit n'avoir pas eu le temps de remarquer que Marius attrape un merlin pour le frapper. Alain Bodchon réussit à prendre ce merlin à Marius Lac, les deux hommes en étant venus aux mains, et tue Marius Lac d'un coup mortel à la tête.
L'enquête permet d'établir par la même occasion qu'une femme qui travaille à un péage a remarqué vers 22 heure un homme dans une Alfa Romeo rouge au visage et aux mains ensanglantées et « au gros visage ». Il s'avérera que cet homme était Alain Bodchon.

## Procès en appel
Le procès en appel de Roland Bondonny devait s'ouvrir le mercredi 2 février 2005. Peu avant, les gendarmes avaient pu faire le lien qui leur manquait entre Bondonny et un vendeur de produits agricoles, qui affirme que Bondonny lui a acheté 10 kg de Carbofuran par an pendant quatre années.
Comme lors de son premier procès deux ans auparavant, le procès n'a pas lieu car Roland Bondonny se suicide la veille de son ouverture, en se pendant dans sa cellule. Alain Bodchon répéte qu'il a tué, sans avoir l'intention de le faire, Marius Lac, sur les instructions de Roland Bondonny. Aux yeux de la justice, ce dernier demeure innocent, les charges s'éteignant avec son décès.
Les héritiers de Roland Bondonny ne sont pas non plus condamnés à verser des dommages et intérêts aux propriétaires des chiens empoisonnés, le tribunal ayant jugé qu'il ne disposait pas de preuves suffisantes pour juger de la culpabilité de Roland Bondonny et donc de contraindre ses héritiers à indemniser les plaignants. Ce verdict scandalisa notamment la Fondation Brigitte-Bardot, qui estima que la justice avait désavoué une enquête de gendarmerie pourtant exemplaire. L'une des victimes déclara notamment que l'affaire lui avait coûté près de 4 000 euros.

## Procès d'Alain Bodchon
En mai 2007 s'ouvre le procès d'Alain Bodchon. Le fantôme de Roland Bondonny semble hanter ce procès, son nom étant notamment prononcé plus de huit cents fois au cours des audiences. Selon Alain Bodchon, Bondonny lui avait demandé de tuer Marius Lac car il était le seul qui s'était ouvertement interposé face à Bondonny.
Bodchon clame qu'il ne voulait pas tuer Marius Lac même si Bondonny lui avait ordonné de le faire (Alain Bodchon ne voulait qu'intimider la victime). La personnalité de Roland Bondonny est encore une fois analysée : c'était un homme violent, craint et qui ne supportait pas que quelqu'un puisse se dresser sur sa route et par conséquent voulait qu'aucun témoin ne puisse déposer contre lui lors de son procès en appel. Toutefois, Marius Lac n'était pas cité comme témoin et n'allait donc pas témoigner contre Bondonny lors de son deuxième procès. L'avocate des parties civiles pense que, en souhaitant la disparition de Marius Lac, Roland Bondonny n'avait pas pour but de l'empêcher de témoigner, mais de régler ses comptes, Lac et Bondonny étant, de longue date, en conflit personnel.
Au bout des quatre jours de procès, Alain Bodchon est condamné à vingt-deux ans de réclusion criminelle pour assassinat. Arrivant à mi-peine d'ici à la fin 2015, Alain Bodchon demande sa remise en liberté conditionnelle le 18 mars 2015.
Il est finalement sorti de prison en 2015 sous liberté conditionnelle avec un bracelet électronique, habitant toujours Fourmies dans les Hauts-de-France.

### Documentaires télévisés
- Faites entrer l'accusé, présenté par Christophe Hondelatte, en mars 2009 et novembre 2010, « Roland Bondonny, le mystère des boulettes bleues », sur France 2.
- Enquêtes criminelles : le magazine des faits divers, le 20 octobre 2010, « L'Affaire Bondonny, témoin gênant », sur W9.

### Émissions radiophoniques
- « L’affaire Roland Bondonny : le serial killer d’animaux », 27 juin 2014 et le 1er mai 2017 dans L'Heure du crime de Jacques Pradel, sur RTL.
- « Les chiens d’Égletons », 18 février 2019 dans Hondelatte raconte de Christophe Hondelatte, sur Europe 1.
- « Le serial dog killer : l'affaire des chiens d'Egletons » , le 18 mai 2022 dans Affaires sensibles de Fabrice Drouelle, sur France Inter.